# Lingua hindī
La lingua hindī (/ˈindi/; nome nativo हिन्दी o हिंदी in devanagari, AFI [hɪnd̪iː]) è una lingua, o un continuum dialettale di lingue, del subcontinente indiano, ed è parlata soprattutto nell'India settentrionale e centrale. Fa parte delle lingue di ceppo indoeuropeo.
Al 2025, è parlata da 609,1 milioni di parlanti totali.

Distribuzione geografica dell'hindi in India

Data la molteplicità di dialetti, è stato riconosciuto il primato al dialetto khari boli, parlato in un'area prossima a Delhi. Sulla base di questo dialetto, ha preso forma il cosiddetto hindi standard, che è ciò che s'intende come hindi in senso stretto.
L'hindi è una delle 22 lingue ufficialmente riconosciute dall'allegato VIII della Costituzione dell'India, ed è, insieme all'inglese, una delle due lingue ufficiali del paese: la stessa costituzione indiana è scritta in inglese e in hindi.
È la quarta lingua più parlata come madrelingua al mondo, dopo il cinese mandarino, l'inglese e lo spagnolo.

## Etimologia
La parola hindī è un termine pre-islamico di origine persiana, e significa letteralmente "indiano", composta dal termine hind "India", e dal suffisso aggettivale -ī. Questo termine veniva impiegato dai mercanti e ambasciatori persiani pre-islamici dell'India settentrionale in riferimento a qualunque lingua indiana. A partire dal XIII secolo, il termine "hindi" (con le sue varianti "hindavi" e "hindui") si iniziò a usare per distinguere la lingua parlata nella regione di Delhi.

## Storia
Come molte altre moderne lingue dell'India, l'hindi deriva dal sanscrito, forse con influenze di altre lingue antiche a questo strettamente affini (pracrito).
Già intorno al 400 d.C. compare nelle opere del poeta Kālidāsa il termine apabhraṃśa per indicare le lingue "corrotte" parlate nel nord dell'India - versioni dialettali del sanscrito che non rispettavano pienamente le sue regole grammaticali.
Il termine apabhraṃśa copre approssimativamente le lingue di transizione parlate nel nord dell'India fino al XIII secolo. Alcuni studiosi hanno applicato anche a queste lingue di transizione il termine "pracrito", per altri limitato a lingue più antiche e/o più meridionali.
La lingua apabhraṃśa ebbe una propria letteratura, il cui ultimo rappresentante di rilievo fu Raighu (XV secolo).
Nel frattempo (intorno al 1100), aveva preso forma, a partire dalla scrittura usata per il sanscrito, la scrittura devanagari attualmente usata per l'hindi; mentre sul piano della lingua parlata era aumentata la differenziazione tra i vari dialetti, rendendo possibile distinguere l'hindi dal bengali e da altre lingue minori. Già nel XII secolo Chand Bardai aveva composto Prithviraj Raso, un poema epico che è considerato una delle primissime opere della letteratura hindi (e non più genericamente apabhraṃśa).
Il nome di hindi per la nuova lingua non era peraltro consolidato. Si trovano i termini hindavi, indostano e urdu, oltre che hindi, per indicare in vari luoghi e tempi specifiche forme locali o fasi evolutive della stessa lingua. Solo nel XX secolo si è arrivati a una definizione chiara del termine "hindi" (almeno nella forma standard).

## Rapporti con l'urdu
L'hindi è largamente imparentato con l'urdu, che non solo ha la stessa origine, ma, nella sua versione standard, fa riferimento anch'esso allo stesso dialetto khari boli. La differenza più evidente riguarda la forma di scrittura, perché l'hindi fa uso della scrittura devanagari, mentre l'urdu usa una scrittura di origine araba.
Per quanto riguarda il vocabolario, fermo restando che la base comune dell'hindi e dell'urdu è il sanscrito con forti influenze persiane, l'hindi ha subìto un processo di sanscritizzazione (ulteriore recupero di elementi sanscriti) mentre l'urdu ha subìto un processo di persianizzazione (ulteriore incorporazione di termini provenienti dal persiano). Comunque, questi processi hanno avuto effetti circoscritti, in quanto coloro che parlano le due lingue possono comunicare fra loro con facilità.